# Gymnonereis yurieli
Gymnonereis yurieli är en ringmaskart som beskrevs av Anne D. Hutchings och Reid 1990. Gymnonereis yurieli ingår i släktet Gymnonereis och familjen Nereididae. Inga underarter finns listade i Catalogue of Life.